# Rejestrator dźwięku

Ikona aplikacji Windows Voice Recorder

Rejestrator dźwięku – program w systemie operacyjnym Microsoft Windows, który umożliwia nagrywanie dźwięku z różnych urządzeń wejściowych (np. mikrofonu) oraz zapisywanie plików dźwiękowych w różnych formatach. W systemie Windows 10 istnieje jako Rejestrator głosu.
Rejestrator dźwięku umożliwia zastosowanie efektów (takich jak echo), zmianę szybkości lub głośności oraz wmiksowywanie innych plików dźwiękowych. Pliki dźwiękowe można zapisać z różną jakością dźwięku — jakością CD, jakością radiową lub jakością telefoniczną. Pliki mogą być zapisane w formacie .au lub kilku innych o zwiększonej kompresji. Rejestrator dźwięku znajduje się w każdej wersji Microsoft Windows.